# Auguaise
 Auguaise  es una población y comuna francesa, situada en la región de Baja Normandía, departamento de Orne, en el distrito de Mortagne-au-Perche y cantón de Moulins-la-Marche.

## Demografía
| 167 | 142 | 122 | 118 | 103 | 119 |
| Para los censos de 1962 a 1999 la población legal corresponde a la población sin duplicidades (Fuente: INSEE [Consultar]) |     |     |     |     |     |